# جان جاك آفريل
جان جاك آفريل (بالفرنسية: Jean-Jacques Avril)‏ هو مصمم مطبوعات فرنسي، ولد في 1744 في باريس في فرنسا، وتوفي بنفس المكان في 1831.